# Hermanos Hildebrandt
Los hermanos Greg y Tim Hildebrandt fueron gemelos estadounidenses que trabajaron conjuntamente como ilustradores de fantasía y ciencia ficción. Nacidos el 23 de enero de 1939 en Detroit (Míchigan), comenzaron su carrera artística y profesional en 1959. Se les conoce sobre todo por sus famosas ilustraciones sobre El Señor de los Anillos, por haber pintado el primer póster de la película Star Wars (1977) y por haber ilustrado cómics, tarjetas y el juego de cartas coleccionables Magic: el encuentro. En esas pinturas, como en la mayor parte de su obra, no se sabe qué partes han sido pintadas por Greg y qué partes por Tim.

## Greg
Greg Hildebrandt (Detroit, Míchigan, 23 de enero de 1939-31 de octubre de 2024) inició su serie de ilustraciones American Beauties en 1999. Esta serie es suya por entero, la ha realizado sin la contribución de su hermano Tim. También ha realizado algunas obras únicamente suyas para el libro titulado Greg & Tim Hildebrandt: The Tolkien Years, que compendia las pinturas más representativas del período de los años 70 en que representaban picturalmente el universo de ficción de Tolkien.
Greg también es famoso por sus contribuciones artísticas para los álbumes y la mercadotecnia del grupo Trans-Siberian Orchestra. También ha firmado la cubierta del álbum de Black Sabbath Mob Rules.

## Tim
Tim Hildebrandt (Detroit, Míchigan, 23 de enero de 1939-11 de junio de 2006), falleció a causa de la diabetes a los sesenta y siete años.